# Juan Joaquín de Oquendo y Gil
Juan Joaquín de Oquendo y Gil   (Albarrasí, 30 de setembre de 1749 - Barcelona, 1802) va ser un militar aragonès, tinent general dels Reials Exèrcits i capità general de Mallorca.
Ingressà a l'Exèrcit en 1766 i el mateix any ascendí a subtinent. En 1767 fou ajudant del capità general de Castella la Nova, el comte d'Aranda i ascendí a tinent. En 1768 fou nomenat capità del Regiment de Llombardia i en 1771 ingressà a l'Orde de Sant Jaume. En 1773 acompanyà al comte d'Aranda a París, on havia estat nomenat ambaixador, i participaria en l'expedició contra Alger (1775) dirigida per Alejandro O'Reilly, en la qual fou ferit greument ferit. En 1776 ascendí a tinent coronel i participà en el setge de Gibraltar i en l'expedició de reconquesta de Menorca de 1782, el que li va valdre ascendir a coronel. En 1791 fou ascendit a brigadier, en 1793 a mariscal de camp i en 1795 a tinent general.
En 1798 fou proposat a governador de Ceuta, però va rebutjar el càrrec i continuà com a vocal del Consell de Guerra a Figueres. Aleshores fou destinat com a capità general de Mallorca, càrrec que va ocupar del 9 d'octubre de 1798 fins al 17 de desembre de 1799, quan fou nomenat membre del Consell de Guerra i Inspector General de Cavalleria. En 1801 va demanar ser destinat a Catalunya per motius de salut i va morir poc després.